# Банкер Хил (Канзас)
Банкер Хил (енгл. Bunker Hill) град је у америчкој савезној држави Канзас.

## Демографија
По попису из 2010. године број становника је 95, што је 6 (-5,9%) становника мање него 2000. године.
| Група             | 2000.      | 2010.      |
| Белци             | 94 (93,1%) | 93 (97,9%) |
| Афроамериканци    | 0 (0,0%)   | 0 (0,0%)   |
| Азијати           | 0 (0,0%)   | 1 (1,1%)   |
| Хиспаноамериканци | 7 (6,9%)   | 1 (1,1%)   |
| Укупно            | 101        | 95         |